# Claude-Charles de Mostuejouls
Claude-Charles de Mostuejouls (né le 19 septembre 1725 à Mostuéjouls, où il est décédé le 3 septembre 1807) était le fils de Joseph-Honoré de Mostuéjouls et de Jacquette de Buisson-Bournazel.

## Biographie
Il fut prieur de Catus en Quercy ce qui lui valut le nom d'Abbé Catus. Il devint premier aumônier de Madame, chanoine-comte de Brioude (1775), abbé commendataire de Saint-Vincent de Senlis, puis de Saint Nicolas d'Angers et chanoine du chapitre de Saint-Jean de Lyon, à partir de 1787.
Le roi le nomma, en 1760, sous-précepteur des enfants de France.
Il fut spécialement attaché au comte de Provence, le futur Louis XVIII, auquel il apprit quelques proverbes en langue d'Oc, que le roi aimait citer, et qui l'honora toujours de sa confiance et de son estime.
Il aimait s'entretenir, avec lui, de sciences et de littérature.

## voir aussi

### Sources
- Site du château de Mostuejouls
- Bouillet J-B, Nobiliaire d'Auvergne, tome IV, p.172